# De jeugd van tegenwoordig (televisieprogramma)

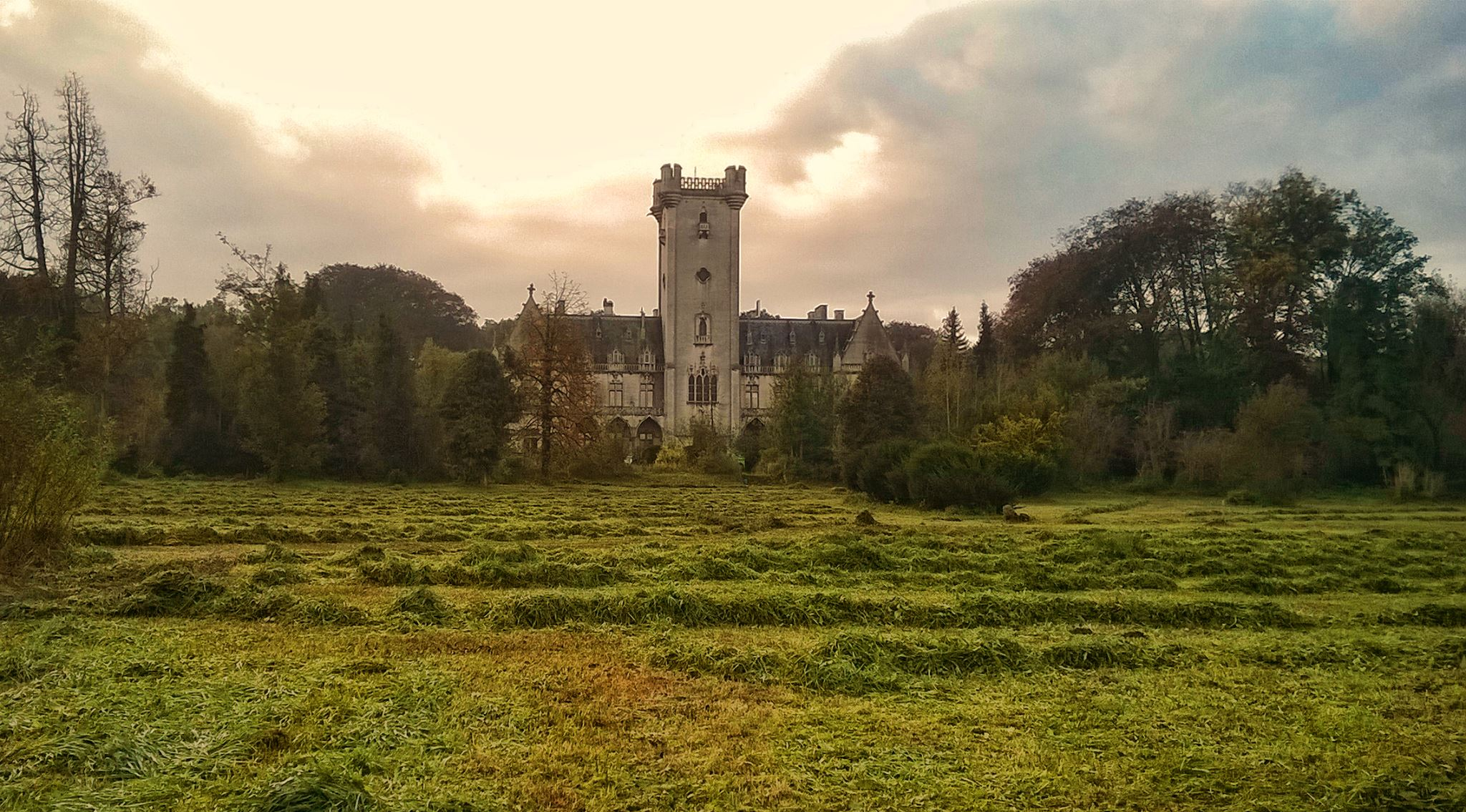
Sint-Janscollege (Meldert)

De jeugd van tegenwoordig was een televisieprogramma dat werd vertoond op de Vlaamse zender VT4. Het is de Vlaamse versie van het Engelse That'll Teach 'Em (2003-2006) en het Nederlandse Dat zal ze leren!. Vierentwintig jongeren keren terug naar het leven van de jaren 50. Daar beleven ze het leven op internaat als een echte student uit die tijd. In het eerste seizoen dienden de gebouwen van het Sint-Janscollege uit Meldert (bij Hoegaarden) als locatie. In het tweede seizoen diende het gebouw van het Sint-Jozefinstituut in Carlsbourg als locatie.
Na drie seizoenen werd het programma stopgezet bij VT4, maar in het voorjaar van 2011 is hetzelfde concept hernomen op VTM onder de naam Dat zal ze leren!.

## Format
Vierentwintig Vlaamse schoolkinderen, 12 jongens en 12 meisjes, worden teruggeflitst naar een zeer streng internaat. Geen televisie, geen internet, geen mobiele telefoon en geen mp3-speler, spartaanse kamers, een strakke dagindeling, een karig dieet. 's Avonds om negen uur onder de wol en om zes uur 's ochtends gewekt door de luide bel van de directeur.

## Seizoenen

### Seizoen 1:Het internaat
De eerste reeks leerlingen werden naar het Sint-Victorcollege gestuurd, een katholiek college met een goede reputatie, die veel nadruk legt op tucht en discipline. Het motto van de school is Luctor et Emergo (vecht en overwin). Het is een school die zich vooral richt op wiskundige studies en taal.

#### Deelnemers
Hieronder volgt een overzicht van de leerlingen van seizoen 1:
| Naam      | Woonplaats   | Afgestudeerd?                               |
| --------- | ------------ | ------------------------------------------- |
| Tom       | Elewijt      | 90%                                         |
| Cosie     | Diksmuide    | 87%                                         |
| Sarah     | Deinze       | 85%                                         |
| Tim       | Sint-Niklaas | 79%                                         |
| Ive       | Antwerpen    | 78%                                         |
| Lies      | Turnhout     | 67%                                         |
| Steven    | Genk         | 67%                                         |
| Brian     |              | 56%                                         |
| Jonathan  | Kester       | 52%                                         |
| Valerie   | Gent         | 52%                                         |
| Kendy     | Idegem       | 44%                                         |
| Astrid    | Zaventem     | 36%                                         |
| Geoffrey  | Maasmechelen | 33,5%                                       |
| Romy      | Antwerpen    | 33%                                         |
| Saffy     |              | 33%                                         |
| Alexandra | Oostende     | 30%                                         |
| Aris      | Berendrecht  | 29%                                         |
| Kelly     | Hoboken      | 25%                                         |
| Nick      | Geel         | 14%                                         |
| Dominique | Hofstade     | van school gestuurd wegens opstandig gedrag |
| Sharon    | Gent         | school verlaten wegens heimwee              |
| Steffi    |              | school verlaten wegens heimwee              |
| Gert      | Minderhout   | van school gestuurd wegens opstandig gedrag |
| Bjorn     | Schoten      | school verlaten wegens heimwee              |
| Sarina    | Budingen     | verliet school na een dag, wegens heimwee   |

#### Lerarenkorps
| Naam         | Woonplaats        | Rol                                              |
| ------------ | ----------------- | ------------------------------------------------ |
| Staf Dirks   | Heist-op-den-Berg | Directeur                                        |
| Mia Goos     | Tessenderlo       | Zuster Mia, lerares huishoudkunde en gastronomie |
| Mannu Wuyts  | Wijnegem          | Leraar godsdienst, muziek en koorleider          |
| Mr. Covyn    |                   | Leraar gymnastiek                                |
| Mr. Huyvaert |                   | Leraar Latijn en Frans                           |
| Mr. Nijs     |                   | Leraar biologie en scheikunde                    |
| Mr. Coninckx |                   | Leraar wiskunde                                  |
| Mr. Smet     |                   | Leraar Nederlands en leider van het toneelkorps  |
| Mr. Messens  |                   | Leraar geschiedenis                              |

#### Varia
- De eindresultaten: tien jongens en meisjes waren geslaagd, negen niet, en zes hebben de school voortijdig verlaten.
- De lijfspreuk van de leerlingen van het zogezegde St.-Victorcollege was Luctor et emergo (Vecht en overwin).
- De opnames liepen van 6 augustus tot en met 26 augustus 2006.

### Seizoen 2:De boerenstiel
Het lerarenkorps van het strenge Sint-Jozefinstituut in Carlsbourg hadden schooljaar 2007 wel een zeer bijzonder lesrooster opgesteld. De vierentwintig leerlingen hadden geen flauw benul van wat hen te wachten stond, want naast de algemene schoolvakken moesten ze uitvoerig de handen uit de mouwen steken op de boerderij. De leerlingen werden opgeleid tot een stel boeren en (grondig anders voorbestemde) boerinnen uit de jaren '50.
Deze fysieke taken bestonden uit het slachten en pluimen van kippen, maar ook het verzorgen van koeien en hun omgeving. Het succesvol helpen bij de geboorte van zeugen en het knippen van nagels stonden ook op het programma. Er werd ook op het veld gewerkt: graan dorsen en oogsten, mesten, onkruid wieden.

#### Deelnemers seizoen 2
| Naam      | Woonplaats              | Afgestudeerd?                                                                             |
| --------- | ----------------------- | ----------------------------------------------------------------------------------------- |
| Mandy     | Ramsel                  | 70%                                                                                       |
| Don       | Puurs                   | 68%                                                                                       |
| Ian       | Ternat                  | 67%                                                                                       |
| Margue    | As                      | 67%                                                                                       |
| Kristof   | Bredene                 | 66%                                                                                       |
| Judith    | Loppem                  | 66%                                                                                       |
| Valerie   | Zonhoven                | 60%                                                                                       |
| Bert      | Deurne                  | 58%                                                                                       |
| Kimberly  | Welle                   | 56%                                                                                       |
| Robby     | Sint Truiden / Zepperen | 51%                                                                                       |
| Debby     | Hamme Zogge             | 50%                                                                                       |
| Dario     | Wervik                  | 47%                                                                                       |
| Charlotte | Tervuren                | 47%                                                                                       |
| Bo        | Merkem                  | 46%                                                                                       |
| Elaine    | Erembodegem             | 43%                                                                                       |
| Sébastien | Puurs                   | 42%                                                                                       |
| Kevin     | Genk                    | 37%                                                                                       |
| Michael   | Hombeek                 | 35%                                                                                       |
| Kimmy     | Boechout                | 33%                                                                                       |
| Jordy     | Ieper                   | 32%                                                                                       |
| Quinten   | Gent                    | 32%                                                                                       |
| Silke     | Werm                    | school verlaten                                                                           |
| Laurens   | Meulebeke               | 's nachts vertrokken                                                                      |
| Ymke      | Herenthout              | van school gestuurd wegens opstandig gedrag                                               |
| Davina    | Dilsen-Stokkem          | school verlaten wegens verstuikte enkel                                                   |
| Jan       | Hechtel                 | van school gestuurd wegens onbeschoft en brutaal gedrag t.o.v. de leraren en de directeur |

#### Lerarenkorps
| Naam              | Woonplaats          | Rol                                     |
| ----------------- | ------------------- | --------------------------------------- |
| Staf Dirks        | Heist op den Berg   | Directeur                               |
| Patrick Heyse     | Mariakerke          | Tuchtprefect                            |
| Mia Goos          | Tessenderlo         | Zuster Mia, lerares huishoudkunde       |
| Annick Van Simaey | Olsene              | Zuster Angelique, lerares huishoudkunde |
| Dominique D'Hondt | Waregem             | Leraar slagerij                         |
| Ella De Wael      | Edegem              | Lerares Frans                           |
| Erik Van Cauter   | Serskamp            | Leraar teelttechnieken                  |
| Eric Vandermander | Sint Baafs Vijve    | Leraar landbouwmachines                 |
| Friede Feron      | Lokeren             | Lerares zuivelbereiding, biochemie      |
| Joris Messiaen    | Laarne              | Gastleraar metser                       |
| Jos Van Thielen   | Herentals           | Leraar varkensteelt                     |
| Luc Libberecht    | Moen Zwevegem       | Leraar veeteelt                         |
| Hubert Dickmeis   | Bonheiden           | Gastleraar metaalbewerker               |
| Dany Verhaegen    | Wezemaal            | Landbouwer                              |
| Mannu Wuyts       | Wijnegem            | Leraar godsdienst, muziek en Nederlands |
| Dave Hellings     | Sint-Denijs-Westrem | Pastoor                                 |

#### Trivia
- De hoogste scores op de eerste test waren 39% bij de meisjes en 35% bij de jongens.
- Tijdens een vertalingstest Frans werd "een haan" door een van de leerlingen vertaald als "un coucelecou".
- De Franse uitdrukking "tomber dans les pommes" werd vertaald als "in de pompbak vallen".
- De eindresultaten: elf jongens en meisjes waren geslaagd, tien niet en vijf verlieten de school voortijdig.

### Seizoen 3:De cadettenschool
Vierentwintig jongeren keren terug in de tijd en komen terecht in de cadettenschool van de jaren '50. Een school met als slogan: Hier temt men leeuwen. Drie weken lang de ijzeren discipline van een militair regime. Er volgen ook zware fysieke beproevingen.

#### Deelnemers seizoen 3
| Naam     | Woonplaats     | Afgestudeerd?                                           |
| -------- | -------------- | ------------------------------------------------------- |
| Stein    | Kontich        | 82%                                                     |
| Eline    | Kasterlee      | 72%                                                     |
| Olivier  | Schilde        | 68%                                                     |
| Jasper   | Kortenberg     | 65%                                                     |
| Lennert  | Heusden-Zolder | 65%                                                     |
| Nick     | Genk           | 62%                                                     |
| Daphne   | Gullegem       | 62%                                                     |
| Shila    | Rijmenam       | 61%                                                     |
| Laura    | Lommel         | 60%                                                     |
| Celine   | Kortrijk       | 57%                                                     |
| Cedric   | De Klinge      | 55%                                                     |
| Jens     | Landen         | 55%                                                     |
| Femke    | Eppegem        | 54%                                                     |
| Tim      | Zottegem       | 52%                                                     |
| Maud     | Nieuwkerke     | 51%                                                     |
| Guus     | Oud-Turnhout   | 47%                                                     |
| Enrico   | Waarschoot     | 44%                                                     |
| Roy      | Turnhout       | 43%                                                     |
| Pieter   | Diegem         | 42%                                                     |
| Kim      | Brecht         | 40%                                                     |
| Kim      | Olmen          | 39%                                                     |
| Charissa | Brecht         | 35%                                                     |
| Guy      | Oudenburg      | van school gestuurd wegens onbeschoft en brutaal gedrag |
| Sylvia   | Niel-bij-As    | oneervol ontslagen wegens onbeschoft gedrag             |
| Fauve    | Beselare       | school verlaten wegens knieblessure                     |
| Noortje  | Dilbeek        | school verlaten wegens rugblessure                      |

#### Lerarenkorps
| Naam                  | Woonplaats | Rol                                       |
| --------------------- | ---------- | ----------------------------------------- |
| Commandant Kindermans |            | Directeur                                 |
| Chef Van Oostveldt    |            | Drillinstructeur en militair onderrichter |
| Chef Wouters          |            | Drillinstructeur en sportonderrichter     |
| Mr. Delaert           |            | Zedenleer                                 |
| Padre Maas            |            | Godsdienst en Koor                        |
| Mr. Jochems           |            | Wetenschappen                             |
| Mr. Lacroix           |            | Geschiedenis                              |
| Mr. Windels           |            | Wiskunde                                  |
| Mevr. Jacques         |            | Nederlands                                |

#### Trivia
- Er werd per kamer steeds één leerling met dienst aangeduid. Wanneer zijn/haar kamergenoten in de fout gingen, moest die cadet mee of alleen boeten voor hun wangedrag.
- De eindresultaten: vijftien jongens en meisjes waren geslaagd, zeven niet, en vier hebben de school voortijdig verlaten
- Dit derde en best bekeken van de drie seizoenen was meteen ook het best bekeken realityprogramma van VT4 met pieken tot 600.000 kijkers.